# ロルフ (マペット)
ロルフ（Rowlf the Dog）は、テレビ番組『マペット・ショー』に登場する犬。

## 概要
ロルフは茶色の雑種犬、黒い鼻と長い耳を持っている。このマペットは1962年にカナダで放送された『Purina Dog Chow』のテレビCMで紹介され、バスカヴィル・ザ・ハウンド（Baskerville the Hound）に出演。ジム・ヘンソンがロルフを作り、ドン・サーリンが建てた。
ロルフはクラシックが好きでベートー・ヴェンのファン、ミュージカルも好んでいる。
1969年にはセサミストリートでカーミットと共演したことがあり（数字のうた『数字の9』）、1976年にはマペットショーのピアニストとして参加、病院コントのコーナーでも参加している（ジャニス、ミス・ピギーと共演）。マペットの夢みるハリウッドでは、映画スターの座を勝ち取ったこともある。

## 日本語吹替
※太字は専属声優
| 担当声優 | 担当作品 |
| -------- | --- |
| 永井一郎 | マペットの夢みるハリウッド（LD版） マペット・ショー |
| 島香裕   | マペットめざせブロードウェイ!（CBS/FOXビデオ版） |
| 江原正士 | マペットの夢みるハリウッド（Disney+版） ジム・ヘンソンのファンタジー・ワールド スタジオDC:オールスター・ライブ ザ・マペッツ マペット・タイム マペットのホーンテッドマンション |
| 大川透   | マペットめざせブロードウェイ!（ソニー版） |
| 落合弘治 | マペットのメリー・クリスマス |
| 新田英人 | マペット・ベビー |